# Vincenzo Grossi
San Vincenzo Grossi, Pizzighettone, Cremona, Italia, 9 de marzo de 1845 - Vicobellignano, Cremona,Reino de Italia, 7 de noviembre de 1917, fue un sacerdote católico italiano, fundador de las Hijas del Oratorio. Fue canonizado como un santo de la Iglesia católica el 18 de octubre de 2015.

## Biografía
Vincenzo Grossi nació el 9 de marzo de 1845 en Cremona como el último de los siete hermanos de Baldassare Grossi y Maddalena Capellini; ese mismo día fue bautizado. Cuando era niño, aprendió a orar de su madre y de su padre, la seriedad del trabajo.

Tras su Primera comunión anuncia a su familia el deseo de ser sacerdote. Quiso entrar en el seminario para ello, y aunque su padre quería que se quedase con la familia, finalmente cedió a los deseos de su hijo. Pero luego. se vio obligado a posponer sus planes debido a razones familiares, por lo que trabajó en la fábrica de su padre durante un breve período de tiempo. Entró en el seminario el 4 de noviembre de 1864 y comenzó sus estudios para el sacerdocio en Cremona. Grossi fue ordenado como sacerdote el 22 de mayo de 1869. Fue destinado como párroco en Regona y Vicobellignano en 1873 y 1883 respectivamente, donde se dedicó a los pobres.
Fundó las Hijas del Oratorio en 1885 y aseguró que la orden se rige por las reglas de San Felipe Neri. Grossi se centró en ayudar a la juventud y al hacerlo se dio cuenta de su vocación. El Oratorio se dedicó a los jóvenes, en particular. Escogió una vida de pobreza, y se hizo conocido por su trabajo con los niños, así como por sus habilidades de predicación. 
Murió (72) el 7 de noviembre de 1917, pronunciando las palabras:. "El camino está abierto, tenemos que ir" («La via è aperta: bisogna andare»).

## Canonización
El proceso de canonización se inició el 2 de abril de 1954 bajo el papa Pío XII, que le otorgó el título de Siervo de Dios. La causa se abrió en Lodi y el proceso local comenzó. El proceso fue validado el 9 de noviembre de 1959. 
El papa Pablo VI reconoció en su vida la virtud heroica, y lo proclamó venerable, el 10 de mayo de 1973. Se investigó un milagro atribuido a su intercesión, y fue validado. Pablo VI aprobó el milagro y la beatificación se celebró el 1 de noviembre de 1975. 
Un segundo milagro atribuido a su intercesión se investigó y validó el 15 de octubre de 2011. El 5 de mayo de 2015 el papa Francisco aprobó el milagro que permite su canonización. La fecha para su canonización fue el 18 de octubre de 2015.